# Vukan Nemanjić

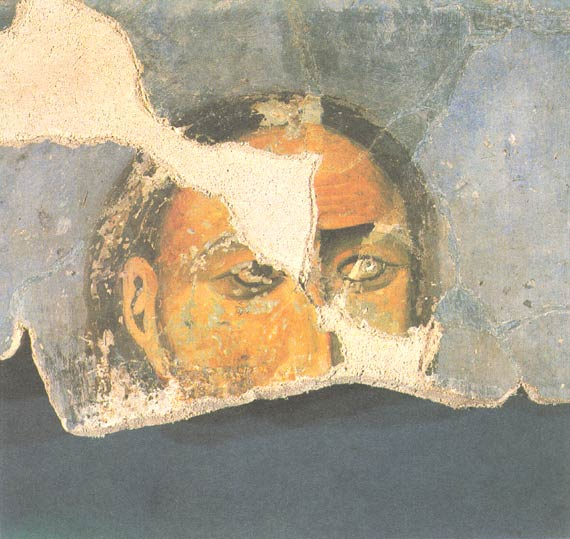
König Vukan Nemanjić von Zeta (Kloster Studenica)

Vukan Nemanjić (serbisch-kyrillisch Вукан Немањић, * um 1165; † 1208) war der älteste Sohn von Stefan Nemanja und dessen Frau Ana. Vukan war König von Zeta (1196–1208). Durch zeitweise Absetzung seines Bruders Stefan II. „des Erstgekrönten“ wurde er vorübergehend auch Großfürst von Raszien (1202–1205), dem Kernland Serbiens. In diesem Konflikt vermittelte ihr zweiter Bruder, der spätere Heilige Sava von Serbien.
Vukan hatte drei Söhne: Đorđe, Stefan und Dmitri, dessen Urenkelin Milica die Gemahlin des Fürsten Lazar Hrebeljanović war. 
Nach ihm ist das Vukan-Evangelistar benannt.